# L'Amour flou (série télévisée)
Pour le film, voir L'Amour flou.
L'Amour flou est une série télévisée française diffusée en 2021 à la télévision.
C'est une adaptation du film L'Amour flou sorti en 2018. Il s'agit d'un récit romancé de la vie de Romane Bohringer et de Philippe Rebbot qui, ne s'aimant plus comme aux premiers jours mais pas au point de se séparer totalement, ont décidé de vivre dans un « sépartement ».
Tous les membres de la famille jouent leur propre rôle.

## Synopsis
La vie de Romane et Philippe qui après dix ans de vie commune se séparent mais décident de continuer à vivre une pleine vie de parents en aménageant dans deux appartements. 
Le lieu de vie est appelé « sépartement », ce sont deux appartements communicants qui sont reliés par un sas au niveau de la chambre des enfants.

## Fiche technique
Sauf indication contraire, les informations mentionnées dans cette section peuvent être confirmées par les bases de données cinématographiques  présentes dans la section « Liens externes ».
- Réalisation : Romane Bohringer
- Scénario : Romane Bohringer, Philippe Rebbot et Lou Bohringer
- Musique : Fred Bures, Christophe "Disco" Minck, Seb Martel, Marianne Feder et Vincent Muller
- Photographie : Bertrand Mouly
- Production : Denis Carot et Sophie Révil
- Société de production : Escazal Films
- Pays de production :  France
- Genre : comédie

## Distribution
Sauf indication contraire, les informations mentionnées dans cette section peuvent être confirmées par les bases de données cinématographiques  présentes dans la section « Liens externes ».
- Romane Bohringer : Romane
- Philippe Rebbot : Philippe
- Lou Bohringer : Lou
- Richard Bohringer : Richard
- Monica Bellucci : Valéria
- Éric Caravaca : Patrick Pourtois
- Aurélien Chaussade : Aurélien
- Martine Irzenski : Martine
- Reda Kateb : Reda
- Astrid Bohringer : Astrid
- Roland Rebbot : Roland
- Raoul Rebbot-Bohringer : Raoul
- Rose Rebbot-Bohringer : Rose
- Aurélien Vernant : Aurélien
- Gabor Rassov : le directeur école
- Samir Guesmi : le maître nageur
- Josiane Stoléru : le psy
- Pierre Berriau : tonton Ra
- Céline Sallette : la voyante
- Aurélia Petit : l'animatrice du stage
- Noémie Schmidt : la vendeuse de la boutique érotique
- Pierre Pradinas : Al'addictologue
- Riton Liebman : le modérateur des débiteurs anonymes
- Mathias Mlekuz : Marc
- Nassim Lyes : le moniteur optimiste
- Michel Didym : le médecin
- Fabio Zenoni : le dentiste
- Gérard Chaillou : le prêtre
- Clémentine Autain : elle-même (épisodes 2 et 3)

## Accueil

### Presse
Trois Couleurs parle d'une « autofiction jubilatoire » qui se pose comme « un plaidoyer joyeux pour l’expérimentation ».